# Ermida de Nossa Senhora do Socorro das Ribeiras

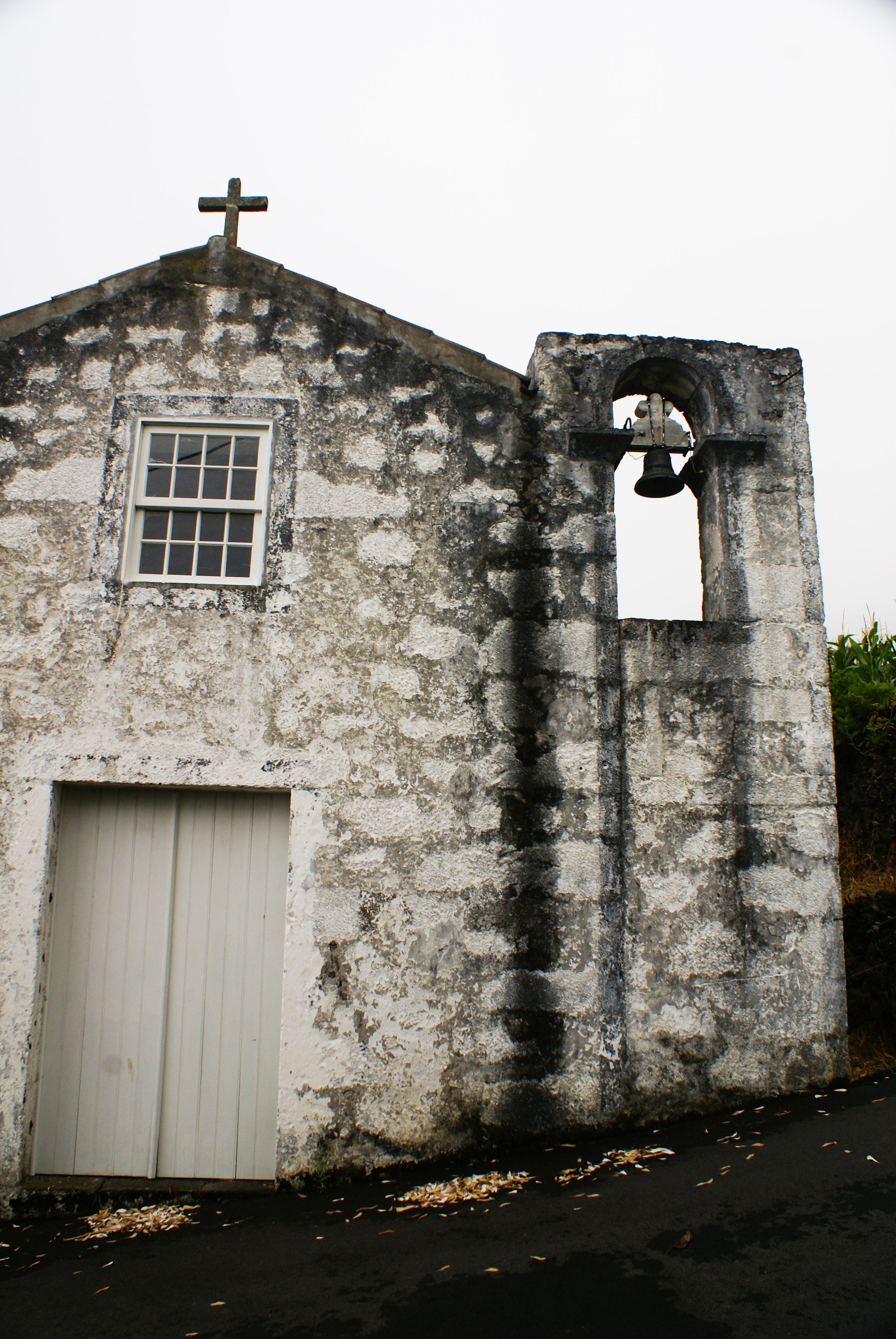
Ermida de Nossa Senhora do Socorro das Ribeiras.

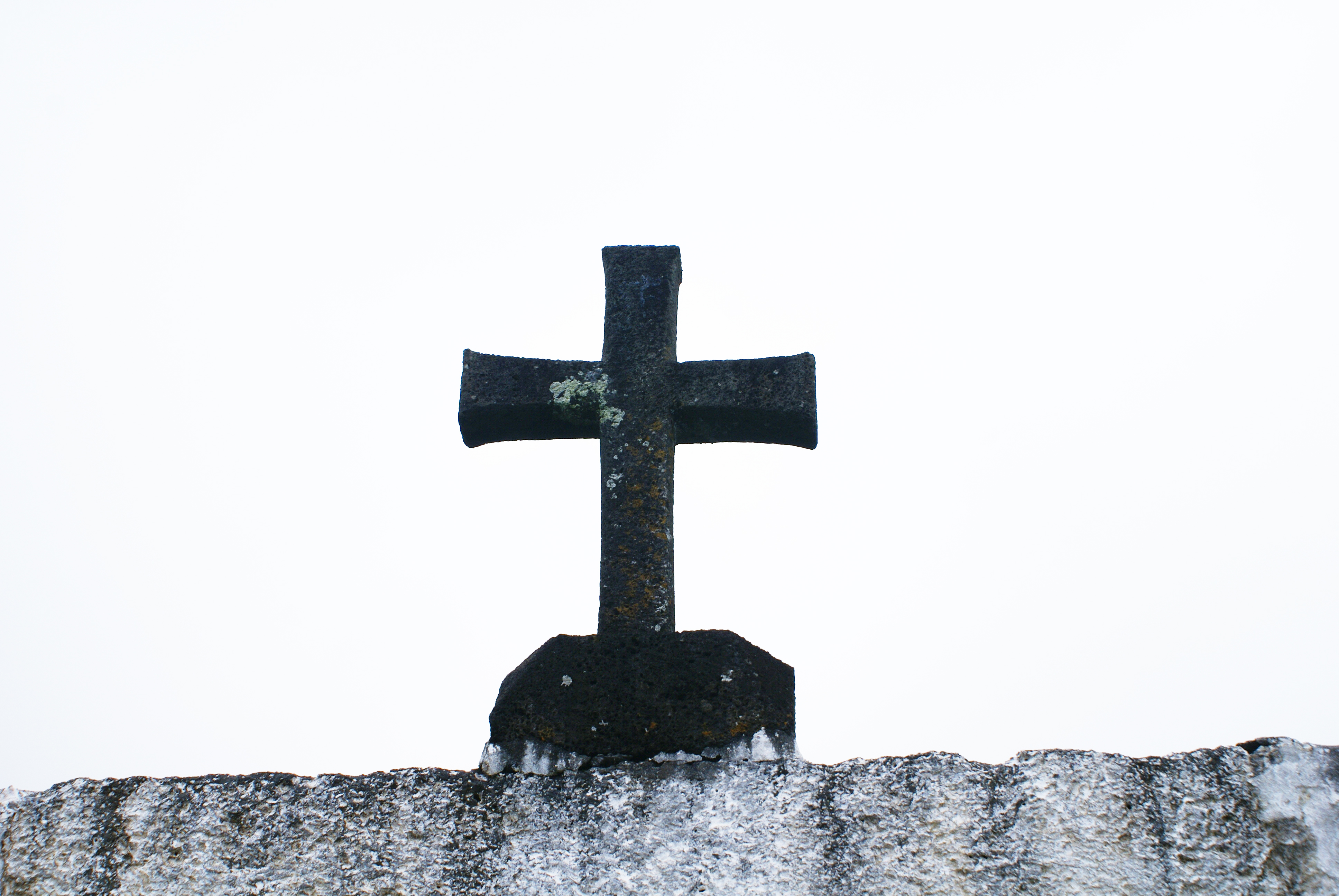
Ermida de Nossa Senhora do Socorro das Ribeiras, pormenor.

A  Ermida de Nossa Senhora do Socorro das Ribeiras  é uma Ermida portuguesa localizada no lugar da Rua do Socorro, freguesia das Ribeiras,  concelho das Lajes do Pico, na ilha do Pico, no arquipélago dos Açores.
Esta ermida cuja construção recua ao século XVI é dedicada a devoção de Nossa Senhora do Socorro, tem a sua fundação no ano de 1590.